# Nemzeti Művészeti Galéria (Tirana)
A Nemzeti Művészeti Galéria (albán Galeria Kombëtare e Arteve) Tirana, és egyben Albánia legjelentősebb, állami kezelésű képzőművészeti múzeuma.
Története 1954. január 11-éig nyúlik vissza, amikor Tiranai Ábrázolóművészeti Galéria (Galeria e Arteve Figurative në Tiranë) néven megnyitotta kapuit az 1952-ben albán művészek által alapított Pinakoteka jogutódjaként. Története korai éveiben, gyűjteménye folyamatos gyarapodásával párhuzamosan gyakran költöztették új épületekbe. 1974-ben nyerte el végleges helyét, az év november 29-étől fogadja a látogatókat Tirana központjában, a Szkander bég tértől délre emelt szocialista realista épületben. 1992 óta működik mai nevén. Legnevezetesebb igazgatója Odhise Paskali albán szobrászművész, a Tirana főterén álló Szkander bég szobor alkotója volt az 1960-as években.
Az albán képzőművészet legteljesebb gyűjteménye ötszáz művész mintegy 4100 alkotását őrzi, de emellett külföldi munkák is megtalálhatóak a kollekcióban. A galéria állandó kiállítása az albán képzőművészet történetét mutatja be a 19. század végén kibontakozó nemzeti romantikus festészet és szobrászat jeles darabjaitól a szocialista realista tablóképeken és szobrokon keresztül a kortárs képzőművészek műveiig. Időszaki kiállításoknak szintén otthont ad az intézmény, udvarán pedig a rendszerváltás során a közterekről eltávolított Lenin-, Sztálin- és munkásszobrok kisebb csoportja látható.
Tirana közművelődésében betöltött szerepe jelentős. Magában a galériában és fővárosszerte más helyszíneken is több művészeti kiállítás és közművelődési program szervezése zajlik a Nemzeti Művészeti Galéria égisze alatt, emellett az intézmény felel a főváros köztéri művészeti alkotásainak állagmegóvásáért is.